# Golfe du Venezuela
Le golfe du Venezuela (également dénommé golfe de Coquivacoa en Colombie) est une étendue d’eau située au nord de l'Amérique du Sud. Il est compris dans sa plus grande partie dans les eaux territoriales du Venezuela.

## Situation
Le golfe du Venezuela se trouve entre les péninsules de Paraguaná et de Guajira et s’ouvre sur la mer des Caraïbes à la hauteur de l’archipel de Los Monjes. 
Il est relié sur sa rive sud au lac Maracaibo par un canal de navigation. 

Carte du golfe du Venezuela et du lac Maracaibo

## Historique
Le golfe fut exploré pour la première fois par les Européens en 1499, au cours de l’expédition conduite par Alonso de Ojeda qui reconnut d’est en ouest les côtes de l’actuel Venezuela. De Ojeda nomme la zone golfe de Venise en référence aux maisons sur pilotis bâtis sur le golfe par les indigènes.
Le nom golfe de Venezuela est établi en 1528 dans le cadre du gouvernement du Golfe du Venezuela et de Cabo de la Vela.
L'entreprise pétrolière Chevron établir sa filiale veńézuellienne Venezuelan Gulf Oil Company en 1923 et démarre ses opérations commerciales dans le lac Maracaibo.
En 2011, le Venezuela découvre un puits dans le golfe de 15 000 milliards de pieds cubes (TFC), l'une des plus importantes réserves de la planète. À partir de 2014, le Venezuela lance le projet d'extraction de gaz du puits Perla 3X.

## Importance économique
Le golfe du Venezuela joue le rôle de voie de navigation entre le lac Maracaibo et la mer des Caraïbes pour l’exportation du pétrole brut extrait dans la région. De plus, il recèle sous ses eaux des gisements de gaz naturel et de pétrole encore non exploités considérés comme des réserves stratégiques par le Venezuela.

## Différend limitrophe
Depuis la scission de la Grande Colombie, il existe un différend entre le Venezuela et la Colombie sur la délimitation des eaux territoriales alors que les frontières terrestres ont été établies tardivement en 1941 au niveau de la péninsule de Guajira.
Une décision arbitrale espagnole de 1891 est défavorable au Venezuela car il établit l'archipel de Los Monjes comme point de repère frontalier et qui court jusqu'à Castilletes (presque toute la péninsule de La Guajira passe à la Colombie).
Une décision suisse de 1922 et passée en traité de 1941 (acceptée par les deux partis), la zone du Venezuela dans le golfe passe d'1.020.000 km² à 920.000 km² de territoire. Castilletes est établi comme point frontière. En 1960, l'Onu promulgue un traité maritime qui renie le concept de « côte sèche » soutenu par le Venezuela.
En 1974, le président colombien Alfonso López Michelsen introduit le nom de Golfe de Coquivacoa pour désigner ce qui était connu depuis 1528 sous le nom de Golfe du Venezuela.

### Historique des conflits
Le 9 août 1987, la corvette colombienne Caldas entra dans un secteur considéré par le Venezuela comme ses eaux territoriales mais revendiqué par la Colombie. Le président vénézuélien Jaime Lusinchi ordonna la mobilisation des forces armées de son pays afin de dissuader une incursion colombienne. Dans un premier temps la corvette, alors appuyée par un sous-marin colombien, refusa de se retirer de la zone et l’on redoutait l’ouverture imminente des hostilités à l’initiative d’une des parties en présence. Parallèlement, on s’employait par les voies diplomatiques bilatérales à éviter le conflit armé. Il fut mis un terme à la crise quand le président colombien Virgilio Barco Vargas ordonna le retrait de la corvette.
Dès lors, les discussions en vue d’une solution définitive à ce différend sur la délimitation des eaux territoriales sont restées gelées par accord mutuel entre les deux parties.
À partir de 1989, des commissions de résolution du conflit sont créées par les deux pays. En janvier 1992, le président vénézuélien Carlos Andrés Pérez propose la construction d'un grand port industriel dans le golfe, une idée qu'il avait déjà suggérée en 1978.
En mai 2015, le président Nicolás Maduro signe un décret prévoyant la création de « zones opératives de défense intégrale maritime et insulaire », dont une dans le golfe du Venezuela, ce qui relance les conflits.

Différend limitrophe entre la Colombie et le Venezuela

### Position colombienne
La Colombie fait valoir que l’archipel Los Monjes n’est qu’un groupe d’îlots inhabités à 20 milles nautiques de la côte colombienne, sans plate-forme continentale. La position colombienne fait figurer une ligne médiane entre les côtes de la Colombie et de Venezuela ce qui a pour effet de faire apparaître l’archipel los Monjes à l’intérieur des eaux territoriales colombiennes.

### Position vénézuélienne
Elle définit une ligne de partage prolongeant la ligne de frontière terrestre entre les deux pays ainsi qu’une ligne médiane entre la péninsule colombienne de la Guajira et le territoire considéré comme vénézuélien de l’archipel de Los Monjes.